# راه‌آهن شهری و حومه

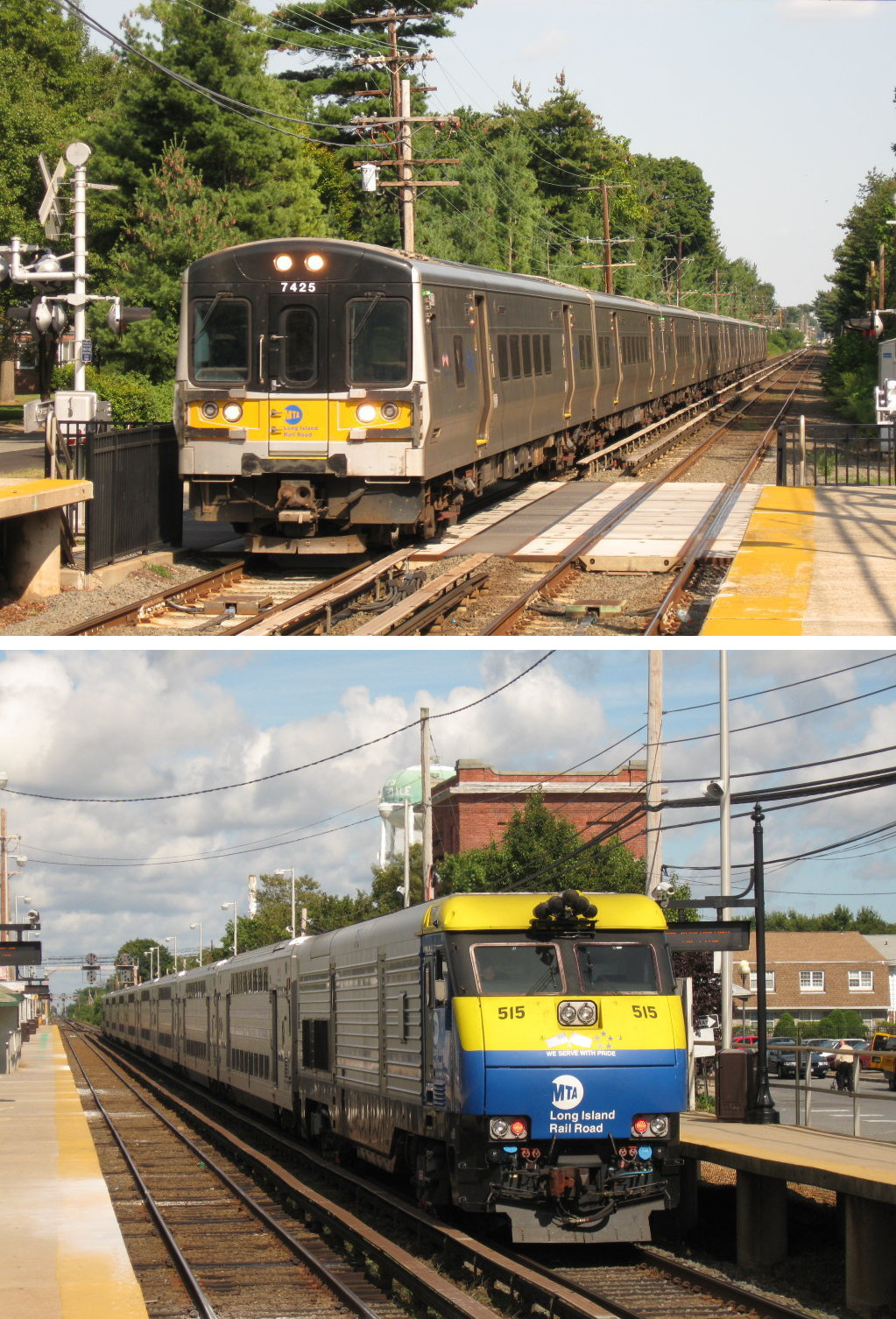

راه‌آهن حومه (انگلیسی: Commuter rail یا انگلیسی: suburban rail) به راه‌آهنی گفته می‌شود که میان مرکز شهر و شهرک‌ها، مناطق اطراف و حومه آن ساخته شده است.
طول این راه‌آهن معمولاً تا ۱۵ کیلومتر بوده و سرعت قطار آن ۵۰ تا ۲۰۰ کیلومتر در ساعت می‌باشد. استفاده‌کنندگان راه‌آهن حومه بیشتر افرادی هستند که محل کار آن‌ها در مرکز شهر و محل زندگیشان مناطق حومه می‌باشد. خط ۵ متروی تهران که مابین تهران و کرج ساخته شده نمونه‌ای از راه‌آهن حومه است.